# Gordana Ćirjanić
Œuvres principales
- L'avant-dernier voyage (2000)
- Le Baiser (2007)
- Ce que tu veux toujours (2010)

Gordana Ćirjanić  (en serbe cyrillique : Гордана Ћирјанић ; née en 1957 à Belgrade) est une poétesse et une romancière serbe.

## Biographie
Gordana Ćirjanić a étudié l'espagnol et l'anglais. Elle a ainsi traduit en serbe des œuvres de Luis Cernuda, de Juan Octavio Prenz, de Juan Rulfo et d'Oscar Wilde.
Par deux fois, elle a reçu le prix Žensko pero (« Plume de femmes »), la première fois en 2000 pour son roman Pretposlednje putovanje (L'avant-dernier Voyage) et une autre fois en 2007 pour son roman Poljubac (Le Baiser). En 2010, elle a obtenu le prix NIN du meilleur roman pour Ono što oduvek želiš (Ce que tu veux toujours).

## Œuvres
Poésie
- Mesečeva trava, 1980.
- Gospa od sedam grehova, 1983.
- Pred vratima vodenijem, 1988.
- Gorka voda, 1994.

Correspondance
- Pisma iz Španije, 1995.
- Nova pisma iz Španije, 2002.

Romans
- Pretposlednje putovanje, 2000.
- Kuća u Puertu, 2003.
- Poljubac, 2007.
- Ono što oduvek želiš, 2010.

Nouvelles
- Večnost je, kažu, dugačka, 2005.
- Velaskezovom ulicom do kraja, 1996.
- Kaprici i duže priče, 2009.

## Traduction en français
- L'avant-dernier voyage, 2006, Éditions Gallimard, traduction de Brigitte Mladenovic[2].